# انجمن پرستاران بومی کانادا
انجمن پرستاران بومی کانادا (انگلیسی: Canadian Indigenous Nurses Association) یا به‌اختصار CINA، یک سازمان غیرانتفاعی و غیردولتی در کاناداست که به انجمن پرستاران کانادا وابسته است.
این انجمن تنها سازمان حرفه‌ای پرستاری برای بومی‌های کانادا محسوب می‌شود و پیش از این با نام
«انجمن پرستاران سرخ‌پوست کانادا» شناخته می‌شد. اَن توماس کالاهان که از تبار بومیان اولیهٔ کری بود، به همراه جین کاتهند گودویل در پایه‌گذاری آن نقش مهمی داشت و این انجمن در سال ۲۰۱۴ میلادی «جایزهٔ یک عمر دستاورد» خود را به وی تقدیم کرد.